# Definición circular
Una definición circular es una definición que supone una comprensión anterior del término que es definido. Por ejemplo, podemos definir el "roble" como un árbol que crece a partir de una bellota, y después definimos la "bellota" como la nuez producida por el roble. Para alguien que no sepa qué árboles son robles o qué nueces son bellotas, la definición no es de utilidad. 
Una definición circular se ocupó como definición temprana del kilogramo. El kilogramo fue definido originalmente como la masa de un litro de agua a la presión estándar y la temperatura en la cual es más densa. La unidad de la presión es el newton por metro cuadrado donde está la fuerza un newton que acelera un kilogramo un metro por segundo cuadrado. Así el kilogramo fue definido en términos de sí mismo.  Fue definido más adelante como la masa de cierto pedazo de metal en Sèvres.  
Una definición circular también se utilizó en la definición clásica de la muerte que era "la cesación permanente del flujo de líquidos corporales vitales", a lo cual alguien puede preguntar "¿qué hace un líquido vital?".